# Yamaha Neos
Beim Yamaha Neos (offizielle Schreibweise Neo’s) handelt es sich um einen 1997 eingeführten Motorroller des japanischen Motorradherstellers Yamaha. Das Fahrzeug ist baugleich mit dem MBK Ovetto. Die interne Typbezeichnung bei Yamaha und MBK lautet YN50 (Neos/Ovetto 50) bzw. YN100 (Neos/Ovetto 100).
Das Modell wurde von Yamaha als konservativ ausgelegter Cityscooter positioniert und sollte vor allem die ältere Kundschaft ansprechen. Der allgemein gefällige, leicht nostalgische Stil mit tief liegenden Doppelscheinwerfern, freiem Fußraum und leicht gestufter Sitzbank machten den Roller vom Start weg beliebt. Dazu war er mit 3640 DM (etwa 1860 €) Einführungspreis relativ günstig.

## Modellgeschichte
Der Neos wurde neben der weit verbreiteten 50 cm³ Version auch mit einem kräftigeren 100 cm³ Motor angeboten. Alle Motoren werden bei Minarelli in Italien gefertigt.
Der Neos 100 ist von der 50 cm³ Version leicht durch den dickeren und etwas längeren Auspuff sowie die Nummernschildbeleuchtung (die aber auch bei der 50 cm³ nachgerüstet werden kann) zu unterscheiden.
2008 wurde die zweite Generation des Neos optisch stark überarbeitet vorgestellt. Neben einem modifizierten Rahmen unterscheidet sich der sogenannte „neue Neos“ durch ausklappbare Soziusfußrasten, ein geändertes Helmfach und einen neuen, volldigitalen Tachometer der ersten Generation. Die Änderungen am Motor waren nur geringfügiger Natur und dienen vor allem dazu, die neuere (Abgasnorm Euro 3) zu erfüllen.
Zum Modelljahr 2009 wurde von Yamaha eine Version mit Viertaktmotor eingeführt. Diese Variante wird derzeit parallel zum Zweitakter angeboten und unterscheidet sich optisch kaum von diesem. Technische Unterschiede sind auf den Motor sowie eine Warnanzeige für den Öldruck (anstelle der Ölstandswarnung beim Zweitakter) beschränkt.
Der Einführungspreis für das Viertaktmodell lag mit 2.250 € über dem Preis für das Zweitaktmodell (1.995 € für das 2009er-Modell).

## Neos 50 (erste Generation) – Technische Daten

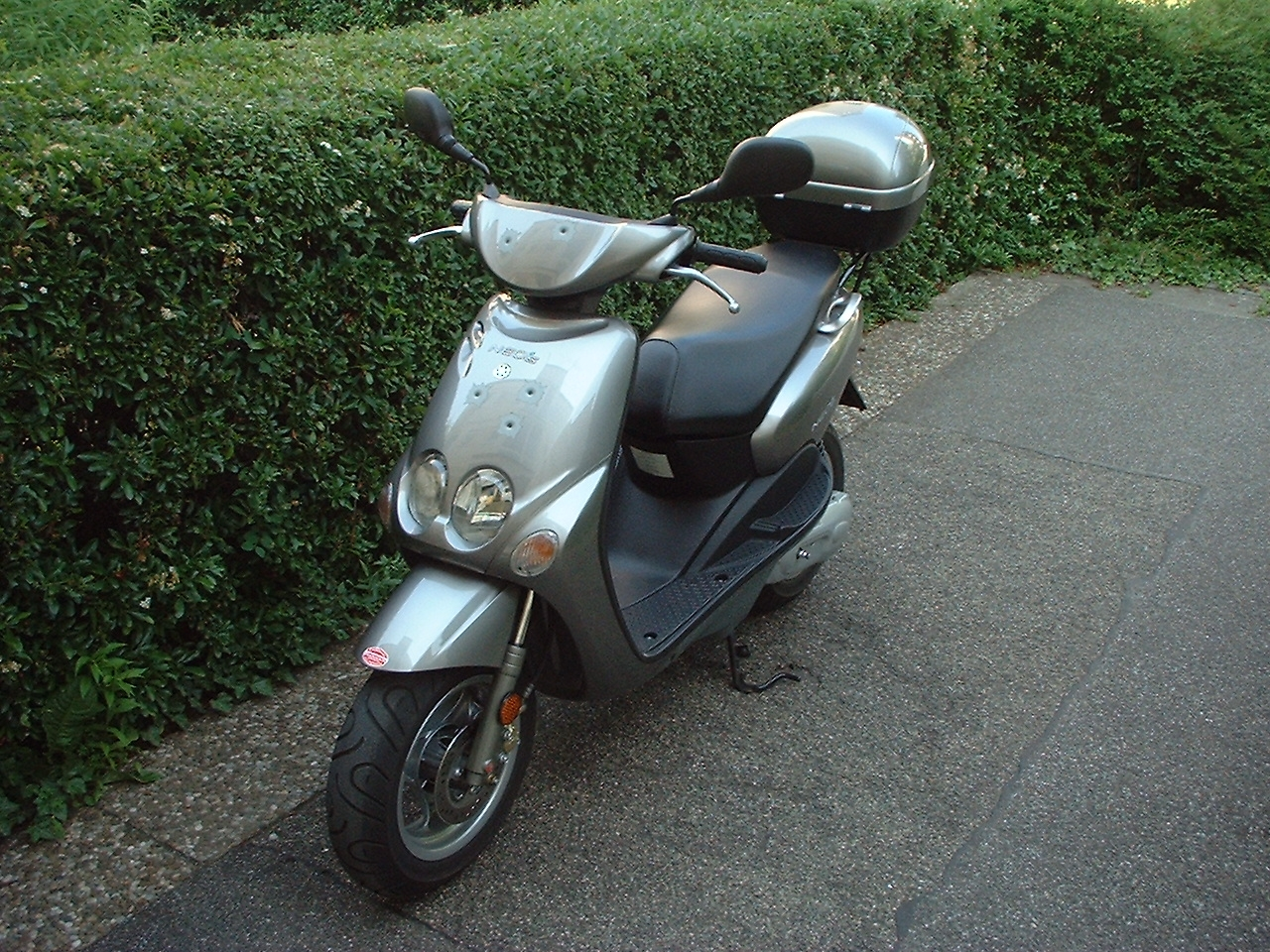
Yamaha Neos der ersten Generation mit Topcase

Diese Daten beziehen sich auf das Modelljahr 2006.
- Motor: Luftgekühlter Einzylinder-Zweitaktmotor mit Katalysator
- Hubraum: 49 cm³
- Bohrung × Hub: 40 × 39,2 mm
- Verdichtung: 11,6:1
- Nennleistung: 2,09 kW (2,85 PS) bei 6750/min
- max. Drehmoment: 2,98 nm bei 6500/min
- Höchstgeschwindigkeit: 50 km/h (bis Dezember 2001, danach 45 km/h) in Deutschland, in anderen Ländern wurde auch eine ungedrosselte Version angeboten, welche eine Höchstgeschwindigkeit von ca. 60–65 km/h erreicht.

## Neos 50 (zweite Generation) -Technische Daten

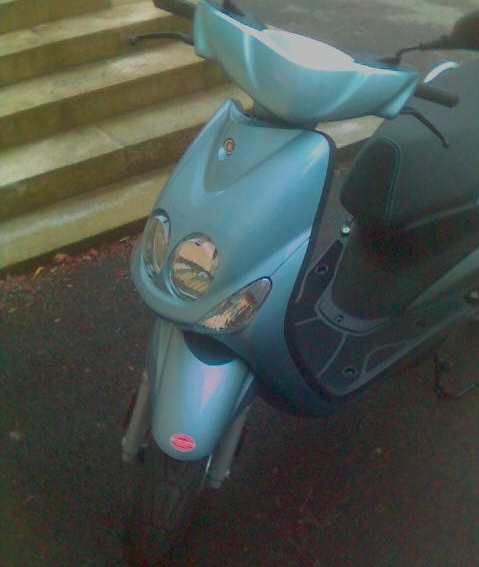
Yamaha Neos der zweiten Generation

Diese Daten beziehen sich auf das Modelljahr 2008.
- Motor: Luftgekühlter Einzylinder-Zweitaktmotor mit Katalysator und Sekundärluftsystem
- Hubraum: 49 cm³
- Bohrung × Hub: 40 × 39,2 mm
- Verdichtung: 11,5:1
- Nennleistung: 2,09 kW (2,85 PS) bei 6750/min
- max. Drehmoment: 2,98 nm bei 6500/min
- Höchstgeschwindigkeit: 45 km/h in Deutschland, in anderen Ländern wird auch eine ungedrosselte Version angeboten, welche eine Höchstgeschwindigkeit von ca. 60–65 km/h erreicht.

## Neos 50 Viertakt – Technische Daten
Diese Daten beziehen sich auf das Modelljahr 2009
- Motor: Flüssigkeitsgekühlter Einzylinder-Viertaktmotor (OHC, drei Ventile) mit ungeregeltem Katalysator
- Gemischaufbereitung: Elektronische Benzineinspritzung
- Hubraum: 49,4 cm³
- Bohrung × Hub: 38 × 43,6 mm
- Verdichtung: 12:1
- Nennleistung: 2,3 kW (3,13 PS) bei 7000/min
- max. Drehmoment: 3,15 nm bei 7000/min
- Höchstgeschwindigkeit: 45 km/h in Deutschland, in anderen Ländern wird auch eine ungedrosselte Version angeboten.

## Neos 100 – Technische Daten
- Motor: Luftgekühlter Einzylinder-Zweitaktmotor mit ungeregeltem Katalysator
- Hubraum: 101 cm³
- Nennleistung: 5 kW (6,8 PS)
- Höchstgeschwindigkeit: 85 km/h. In Deutschland war dieses Modell auch mit 80-km/h-Drosselung erhältlich.

## Allgemeines
Trotz seiner grundsätzlichen Auslegung als Stadtfahrzeug wird der Neos gerne auch von Rollertouristen gefahren. Der Roller erreicht gute Reichweiten, 250 km im Gebirge sind keine Seltenheit, und gilt als robust und zuverlässig.
Einige wenige, aber ebenfalls beachtliche Erfolge erzielt der Neos auch im Rollerrennsport. Hier wird er meistens mit dem wassergekühlten Motor des Sportrollers Yamaha Aerox ausgerüstet, da dieser erheblich mehr Potenzial für Leistungssteigerungen aller Art bildet.